# NGC 3301
NGC 3301又名NGC 3760，是一个位于狮子座的透鏡狀星系，视星等为11.1，1784年3月12日由威廉·赫歇爾发现。